# Xã Amor, Quận Bowman, Bắc Dakota
Xã Amor (tiếng Anh: Amor Township) là một xã thuộc quận Bowman, tiểu bang Bắc Dakota, Hoa Kỳ. Năm 2010, dân số của xã này là 16 người.